# QFH antenna

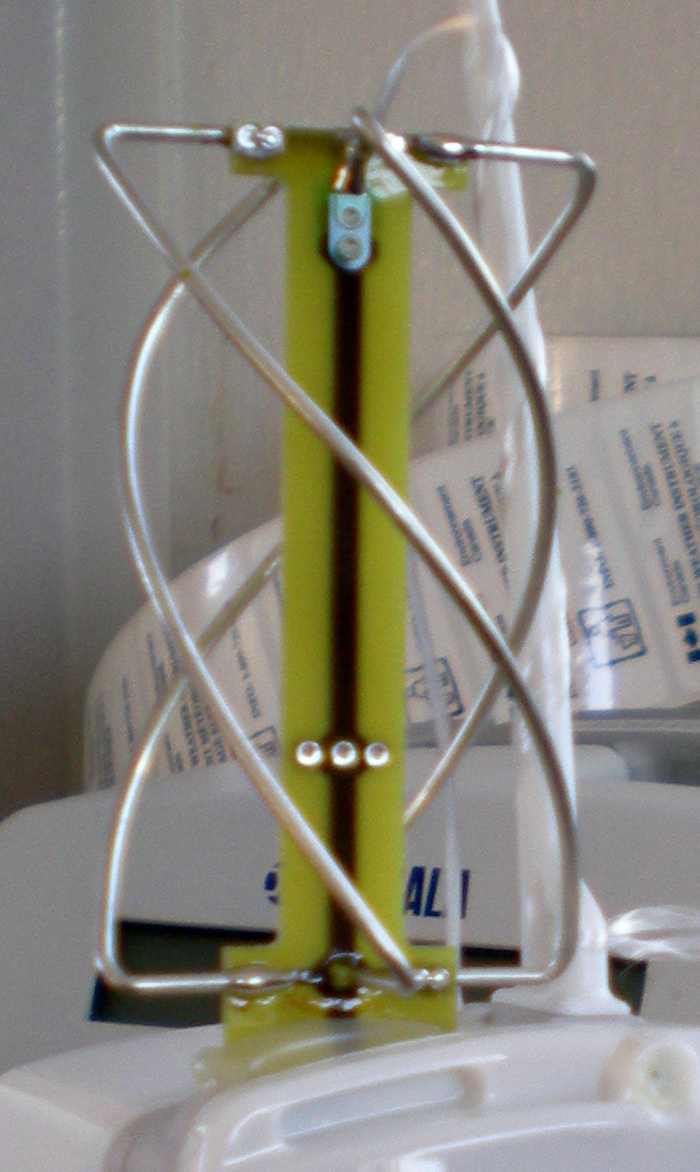
QFH antenna

QFH antenna – vagy QvadriFilláris Hélix antenna a hélixsugárzós antennák nagycsaládjába tartozik. Két darab bifilláris hélixből álló, szélessávú félgömbsugárzó antenna. Leginkább a NOAA meteorológiai műholdak jeleinek vételére használták, de megfelelően méretezve alkalmas más műholdak, valamint a repsávon a repülőgépek rádióforgalmának vételére.
Professzionális GPS vevőkben is ezt az antennatípust használják.

## Felépítése, méretezése[2]
Elkészítéséhez vastag vezetéket, vagy fémszalagot használhatunk. A vastagabb vezeték szélesebb sávot, a vékonyabb keskenyebb sávot eredményez. A vezeték optimális átmérője:
{\displaystyle d_{w}=0.0094\lambda }
Az ábrán a két bifilláris hélix 2 színnel, és H1, H2 betűjellel van jelölve. A nagyobbik hélix piros, és H1 jellel van jelölve, a kisebbik kék, és H2 jellel van jelölve.
A nagyobbik tekercs méretei:
{\displaystyle l_{H1}=0.339\lambda }
{\displaystyle d_{H1}=0.149\lambda }
A kisebbik tekercs méretei:
{\displaystyle l_{H2}=0.323\lambda }
{\displaystyle d_{H2}=0.142\lambda }
Az antenna tetején a kis és a nagy hélixek egy magasságon, egy pontból indulnak ki, a két tekercs áz ábra szerint össze van kötve. Ezeken az összekötési pontokon csatlakoztathatjuk a megtápláláshoz. Koaxiális táplálás esetén szimmetrizálni kell. A tápláló vezetéket a csőben célszerű elvezetni.

## Iránykarakterisztikája
A QFH antenna iránykarakterisztikája reflexiómentes térben kardioid formájú, földfelszíni használatkor a talajreflexió hatására lesz félgömb.
Mivel kicsi a nyeresége, leginkább alacsony pályás műholdak jeleinek, vagy repülőgépek rádióforgalmának vételére alkalmas.